# 오도일
오도일(吳道一, 1645년 ~ 1703년)은 조선의 문신이다. 본관은 해주(海州), 자는 관지(貫之), 호는 서파(西坡). 영의정 오윤겸(吳允謙)의 손자다.
숙종 때 소론 세력의 거두였다. 문장에 뛰어나 동인삼학사(東人三學士)라 일컬어졌다. 저서로 《서파집(西坡集)》이 있다. 1673년(현종 14) 문과에 급제하여 대제학, 한성부판윤 등을 역임하고 병조판서에 이르렀다.

## 생애
1673년(현종 14) 문과에 을과로 급제하여, 1680년(숙종 6) 지평, 부수찬, 1683년 지제교(知製敎)를 거쳐 1687년 승지가 되어 자파(自派)를 옹호하다가 파직되었다. 이후 이조참의, 대사성 등을 했다.
1694년 개성부유수를 거쳐 주청부사(奏請副使)로 청나라에 다녀와 대사간, 부제학, 강원도관찰사에 이어 다시 부제학을 거쳐 1696년 도승지, 대사헌을 역임했다. 이후 대사성도 지냈다.
1697년 예문관제학, 사직, 이조참판, 1698년 공조참판, 1699년 예조참판, 1700년 대제학, 한성부판윤 등을 역임하고 병조판서에 이르렀다.
경상북도 울진군의 고산서원(孤山書院)에 제향되었다. 아들 오수원(吳遂元)은 1712년(숙종 38년) 문과에 급제하여 사간원 헌납(獻納)을 역임했다.

## 가족 관계
- 증조부 : 선공감역(繕工監役) 오희문(吳希文, 1529 ~ 1613)
- 증조모 : 이인순(李仁順, 1540 ~ ?) - 이정수(李廷秀)의 딸이자 익양군의 외손녀 
  - 조부 : 영의정 오윤겸(吳允謙, 1559 ~ 1636)
  - 조모 : 경주 이씨 - 첨정(僉正) 이응화(李應華)의 딸
    - 부 : 오달천(吳達天, 1598 ~ ?)
    - 전모 : 능성 구씨 - 구곤원(具坤源)의 딸
      - 이복 형 : 오도종(吳道宗, 1618 ~ ?)
      - 이복 누나 : 오정사(吳正姒, 1624 ~ ?)
      - 이복 형 : 오도륭(吳道隆, 1626 ~ ?)
      - 이복 누나 : 오효사(吳孝姒, 1628 ~ ?)

    - 친모 : 한양 조씨 - 조간(趙幹)의 딸
      - 친누나 : 오연사(吳戀姒, 1634 ~ ?)
      - 친누나 : 오명사(吳命姒, 1641 ~ ?)
      - 정부인 : 풍양 조씨 - 조복양(趙復陽)의 딸[1]
      - 계부인 : 정엄(鄭淹)의 딸
        - 장남 : 오수원(吳遂元)
        - 며느리 : 청주 한씨 - 한태동(韓泰東)의 딸
        - 차남 : 오수욱(吳遂郁)
        - 3남 : 오수엽(吳遂燁)
        - 4남 : 오수채(吳遂采)

## 저서
- 《서파집(西坡集)》

1. ↑  성종의 14남 영산군의 외6대손
 영산군 → 음성군 → 광평령 이언기 → 두릉군 → 이훤 → 조복양의 처 이무희 → 조씨부인